# 假山萝
假山萝（学名：Harpullia cupanioides），为无患子科假山萝属下的一个植物种。